# Elipandus van Toledo
Elipandus van Toledo (voor 712- na 800) was een Spaanse bisschop en theoloog.
Elipandus, ook wel Elipando genoemd, werd geboren kort nadat de Moren in 712 Toledo hadden veroverd. In 754 volgde hij Cixila op als bisschop van Toledo.
Vanaf ongeveer 780 ontstond er een controverse door een briefwisseling tussen Elipandus en Migetius. Deze Migetius was waarschijnlijk de leider van een christelijke sekte. In zijn brief gaat Elipandus in tegen Migetius’ ideeën over de heilige drie-eenheid. Elipandus schrijft over de adoptianistische theorie, maar het is niet duidelijk of hij nu voor of tegen het adoptianisme was. Volgens deze theorie is Jezus zowel een goddelijke geest als een menselijk figuur die door God werd “geadopteerd”.  
De briefwisseling raakte bekend en Elipandus werd bekritiseerd door andere geestelijken, zoals Ascaricus, Theudila van Sevilla en Beatus van Liébana. Volgens zijn tegenstanders propageerde Elipandus het adoptianisme. Er zijn acht brieven van de hand van Elipandus bewaard gebleven.
In deze brieven gaat Elipandus fel tekeer tegen zijn tegenstanders. Zo bestempelde hij Beatus als een vertegenwoordiger van de antichrist en Alcuinus van York als de zoon van Lucifer. Hoewel de denkbeelden van Elipandus sterk beïnvloed lijken door het Nestorianisme, refereert de bisschop nergens aan Nestorius van Constantinopel. Daarentegen haalt hij zijn invloeden uit het werk van Isidorus van Sevilla.
Paus Adrianus I veroordeelde de ideeën van Elipandus, die werd gesteund door Felix van Urgell. Terwijl Elipandus zijn ideeën verspreidde in het Moorse gedeelte van Spanje, deed Felix dat in het Frankische gedeelte. Hun voornaamste tegenstander was de theoloog Alcuinus van York, in dienst van Karel de Grote, die de oppositie tegen de adoptianisten leidde.
Het debat tussen Alcuinus van York en Elipandus resulteerde in 800 in het werk Contra Elipandum libri IV, Vier boeken tegen Elipandus. Tevens schreef Alcuinus in 800 de Contra Felicem Urgellitanum episcopum libri VII, Zeven boeken tegen Felix van Urgell.
Het bisdom van Toledo was belangrijk tijdens de overheersing door de Visigoten tot 711. In dat jaar werd de stad veroverd door moslims onder aanvoering van Tariq ibn Zijad. Ook in de 8e en de 9e eeuw, terwijl Spanje door de Moren overheerst werd, bleef het bisdom belangrijk, vandaar dat Elipandus een invloedrijk en belangrijk man geweest moet zijn. Toledo was vooral belangrijk als machtscentrum tegenover Córdoba. Verschillende Moorse leiders streden in de 8e en de 9e eeuw om de macht over de stad. In 740-742 belegerden Berbers de stad. Abd ar-Rahman I vocht tussen 760 en 791 verscheidene malen tegen de oppositie die Toledo als basis had gekozen. Zijn opvolger al-Hakam I sloeg in 796-797 een eerste en in 807 een tweede opstand neer. 
Elipandus werd opgevolgd door Gumesind.
- Biblioteca Nacional de España: XX1208316
- Bibliothèque nationale de France: cb16901559t (data)
- Gemeinsame Normdatei: 100940498
- International Standard Name Identifier: 0000 0000 5927 7443
- Library of Congress Control Number: n85192356
- Nationale Bibliotheek van Israël: 987007275387705171
- Système universitaire de documentation: 111999928
- Virtual International Authority File: 1450542
- WorldCat: E39PBJq73JFpt3MB9V8wktTWDq